# Taro

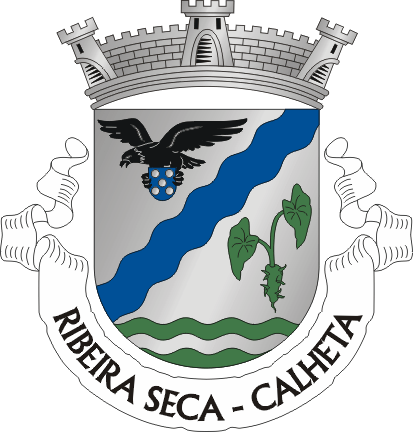
Brasão da Ribeira Seca, na Calheta, apresentando um inhame dos Açores (taro).

A Colocasia esculenta (L.) Schott (sinónimo taxionómico de C. antiquorum), comummente conhecida como taro (ou inhame), é uma espécie da família das aráceas. 
O taro é uma cultura muito expandida nas zonas tropicais e subtropicais de todo o mundo, sendo produzidos anualmente cerca de 9,2 milhões de toneladas de cormos comestíveis, em especial na África Ocidental e na Polinésia, regiões onde assume uma particular importância como base alimentar de algumas populações.
Historicamente, esta espécie afirmou-se como uma cultura de substancial relevo nos arquipelagos portugueses dos Açores e da Madeira.

## Nomes comuns
Além dos nomes «taro» e «inhame», nome que toca não só à planta, mas também aos respectivos cormos comestíveis, esta espécie é ainda conhecida pelos seguintes nomes comuns: cíamo, fava-do-egipto, colocásia, coco ou inhame-coco (em várias zonas do grupo central dos Açores), minhoto (na ilha de São Miguel, nos Açores), taioba, taiova, taioba-de-são-tomé e matabala

### Etimologia
Do que toca ao nome científico:
- O nome genérico, Colocasia, provém do latim clássico e significa «fava-do-egipto»[11]
- O epíteto específico, esculenta, também provém do latim e significa «comestível».[12]
- O epíteto específico sinónimo, antiquorum, provém igualmente do latim e signifca «dos antigos; da antiguidade».[13]

Do que toca aos nomes comuns:
O vocábulo taro tem a sua raiz na língua do Taiti, tendo sido adotado em português por via da língua francesa. "Taioba" e "taiova" têm origem no tupi antigo taîaoba (ou taîoba).
Crê-se que o termo «minhoto», usado para estes inhames, poderá ter a sua origem no francês mignon ou mignonne, que significa «bonito».
Os nomes «colocásia» e «fava-do-egipto» correspondem a adaptações do nome genérico da nomenclatura científica, o primeiro por aportuguesamento e o segundo por tradução. 

## Etnobotânica

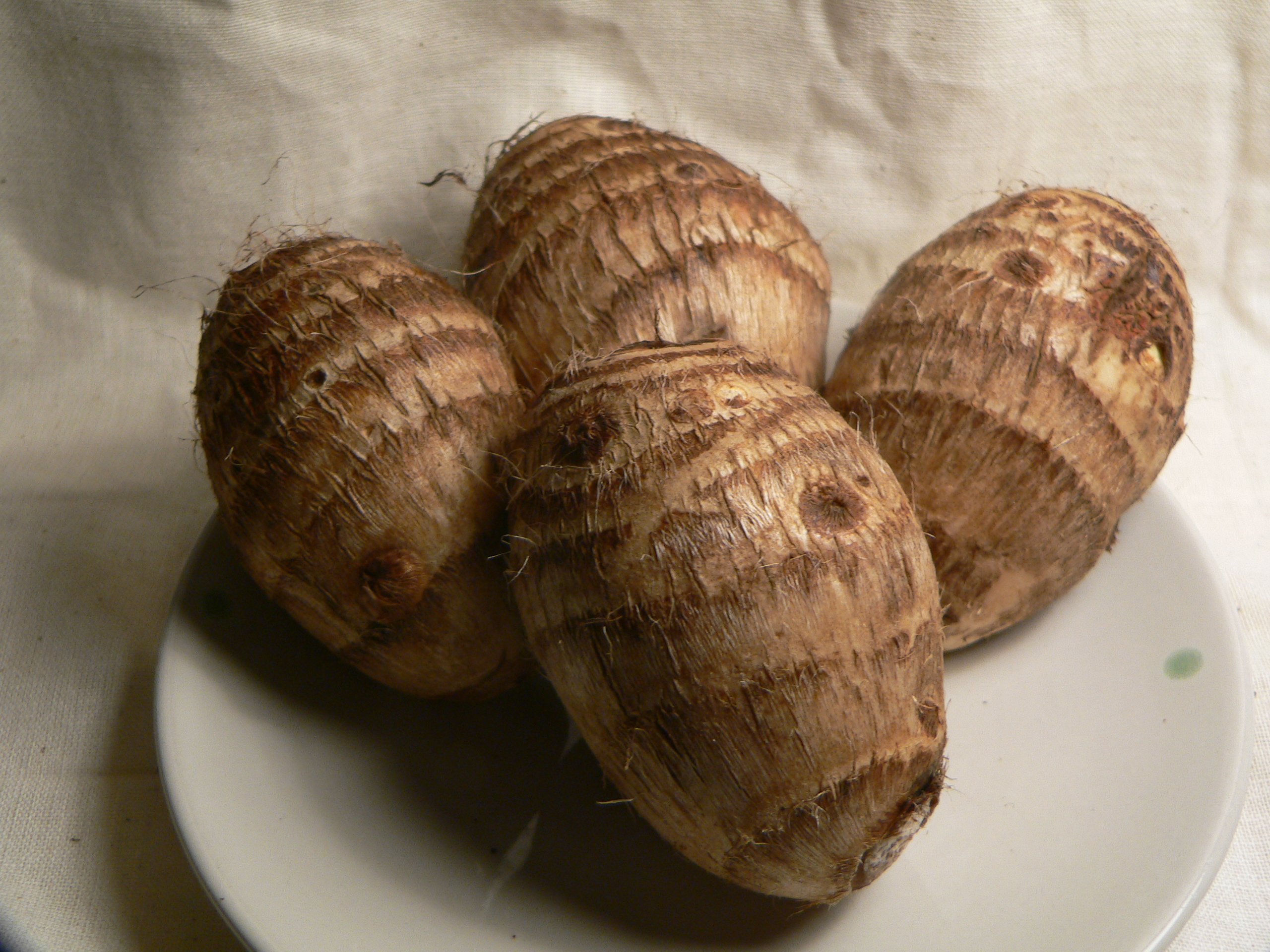
Taro em cru, mostrando a túnica fibrosa

### Portugal
Nos Açores, o taro é sempre designado inhame, inhame-coco ou coco, daí também ser também conhecido noutras regiões como Inhame dos Açores.
Na ilha de São Jorge e em algumas zonas da ilha do Faial, é simplesmente conhecida como coco. A cultura do taro é comum nos Açores, onde constitui a base de alguns dos pratos tradicionais ou serve de acompanhamento para torresmos, enchidos fumados e outros preparados de carne de porco.
Na ilha de São Jorge, em particular nas fajãs do concelho da Calheta, o taro constituía a base da alimentação de parte importante da população. A sua importância era tal que o taro (inhame ou coco) está representado na heráldica concelhia e os seus habitantes foram historicamente alcunhados de inhameiros.

### Brasil
Devido a semelhança de cultivos e do uso culinário, em muitas regiões do Brasil há confusão entre o taro, planta do gênero Colocasia, o inhame, do gênero Dioscorea, e o cará, planta do gênero Alocasia e a Xanthosoma da família Araceae. Nas regiões brasileiras com imigrantes japoneses, o taro também é conhecido pelo nome japonês sato-imo (里芋).
O mangará ou taioba, nomes comuns da espécie Xanthosoma sagittifolium, que produz rizomas comestíveis, também pode ser chamado inapropriadamente ou confundido com o taro.

### Havai
No Havai, o taro está na base da confeção do poi, um dos pilares da alimentação tradicional daquelas ilhas.

### Madagáscar
Em Madagáscar, onde a cultura é muito popular, os campos de taro são facilmente reconhecíveis graças às escavações circulares feitas em torno de cada planta para favorecer o desenvolvimento do tubérculo.
Dada a sua popularidade em vastas áreas tropicais e subtropicais, o taro recebe diversas designações : nkwa (Gabão), atu, atsu, dilanga, tsanga, monengé, djodo, muha, elendé, colocase, colocásia, songe (na Reunião) e kalo (no Hawai). Na Polinésia, são comuns os nomes callaloo e coco ou coco-yam.

### Caraíbas
Em Trinidad e Tobago, no Caribe, há um festival de taro chamado "Blue Food Festival" (Tobago). O nome, em português, "Festival da Comida Azul", vem da possibilidade de a raiz adquirir tons de azul durante seu cozimento. Na ilha, o tubérculo é chamado de dasheen.

## Características da planta
A Colocasia esculenta é uma planta herbácea vivaz, caracterizada pelo seu rizoma tuberoso, que forma um cormo de aspeto escamoso e de grossura variável, de onde nascem em roseta, na extremidade de longos pecíolos, grandes folhas peltadas que podem atingir 70 cm de comprimento por 60 cm de largura. O limbo é cordiforme ou ligeiramente sagitado, de cor verde mais ou menos carregado.
A dimensão, cor e brilho das folhas dão à planta um interessante aspecto decorativo, o que a torna popular como planta ornamental de interior, recebendo então o nome comum de orelha-de-elefante.
Os pecíolos podem ser verdes ou violáceos, com a coloração arroxeada mais patente em situações de secura e grande exposição à radiação solar, terminando numa bainha curta e imbricada na base.
A inflorescência é uma espádice cilíndrica, com a conformação típica das Araceae, envolvida por uma longa espata. As flores femininas ocupam a base da espádice, com as flores masculinas agrupando-se em torno do topo. A espádice termina por um apêndice acuminado, em geral rosado.
A espata é estreita, enrolando para formar um corneto longo, ligeiramente recurvo no topo.
Os frutos são pequenas bagas uniloculares.
Os cormos têm casca espessa e rugosa, de cor castanho a quase negro, sendo rodeados por um espesso revestimento fibroso, facilmente removível aquando da colheita. Resultam do espessamento subterrâneo do rizoma, podendo atingir, quando a água seja abundante e o solo solto, grandes dimensões (70 cm -1,5 m de cumprimento e mais de 15 kg de peso).
O interior do cormo é farinhoso, apresentando uma cor que varia do branco ao rosado, ganhando, quando cortado e exporto ao ar, uma cor azulada. Após a cozedura a superfície exposta ao ar enegrece rapidamente por oxidação. Em fresco, quando cortado exsuda uma seiva viscosa e irritante para a pele e mucosas, devido aos ráfides de oxalato de cálcio que contém.

## Produção e sua distribuição geográfica

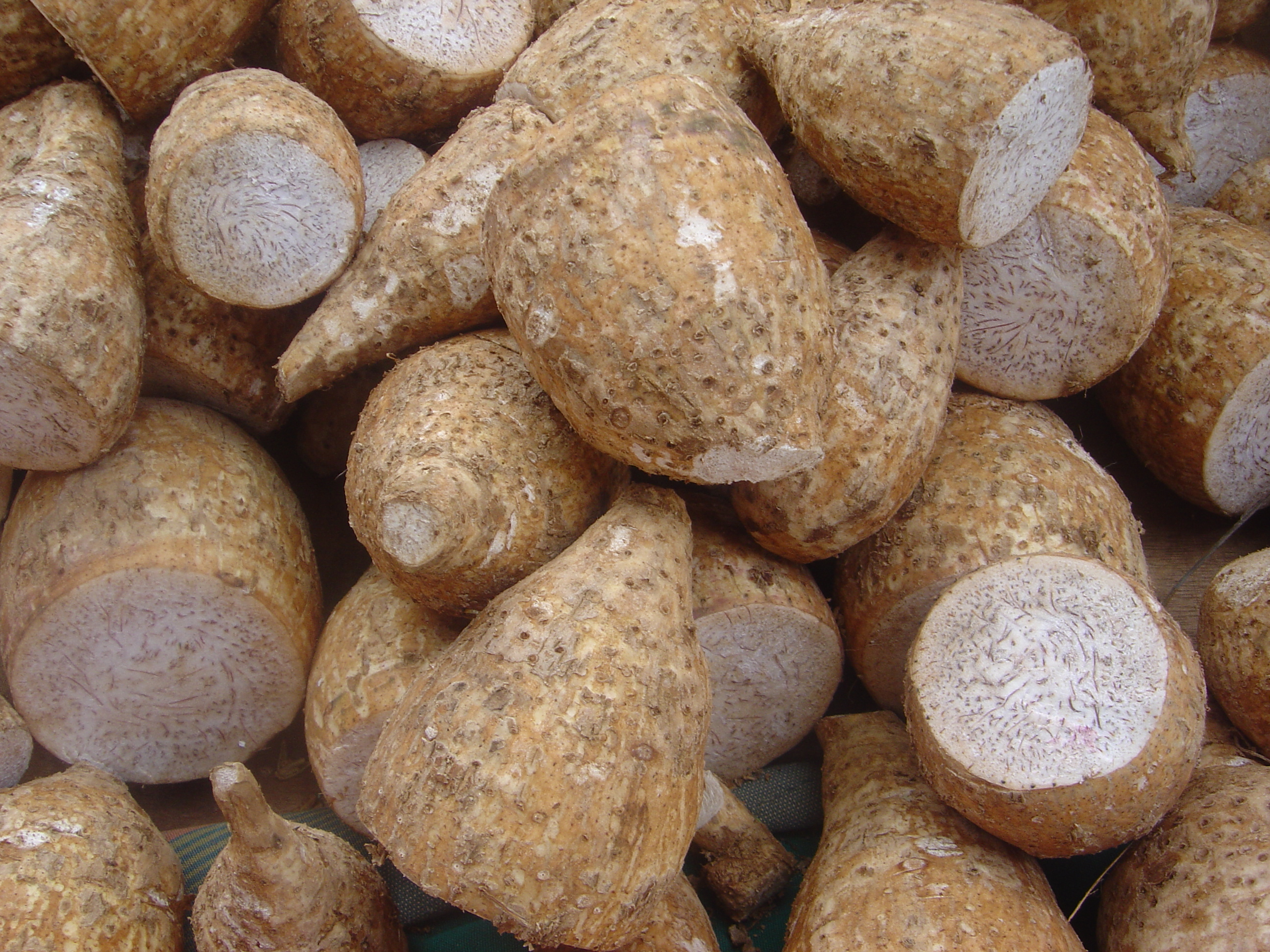
Cormos de taro à venda num mercado.

A planta parece ser originária da Ásia, provavelmente da Índia, mas expandiu-se em tempos pré-históricos por toda a Oceânia e por partes da América Central. Foi introduzida muito tardiamente em África. Atualmente é cultivada em todas as regiões tropicais e subtropicais húmidas, sendo provavelmente uma das primeiras plantas em entrar em cultivo.
A multiplicação do taro faz-se por divisão do tubérculo, conservando pelo menos uma gema em cada fragmento. A reprodução por sementes é difícil, tanto mais que a planta raramente produz flor em boa parte das regiões onde é cultivada, em particular nas regiões subtropicais e temperadas.
Em cultura, a planta desenvolve-se melhor em lugares húmidos de solos lodosos, sendo comum a sua cultura nas margens de cursos de água e em locais inundáveis. Suporta bem o ensombramento, podendo ser cultivada no sub-bosque ou em zonas ravinosas.
O taro cultivado em zonas inundadas (chamados inhames-de-água) são maiores e de textura menos fibrosa. Quando cultivados em regiões mais secas, a planta prefere solos profundos e leves. A planta não cresce e entra em rápido emurchecimento foliar quando a humidade do solo é baixa, mesmo que por períodos curtos.
Pode ser cultivada facilmente em associação como outras plantas, como o inhame-verdadeiro e o milho.
A plantação deve ser feita no início da época húmida, durando o ciclo vegetativo de 8 a 18 meses, dependendo da fertilidade do solo e da abundância de água.
A colheita pode iniciar-se logo que as primeiras folhas degenerem, o que ocorre 6-7 meses após o plantio. Dada a dificuldade de manter o taro em armazenamento, a colheita é feita para consumo em fresco, prosseguindo à medida das necessidades de utilização.

## Valor nutricional e utilização
O taro é muito apreciado na África Ocidental, na China, na Polinésia, nas ilhas do Oceano Índico e nas Antilhas. De acordo com a Organização das Nações Unidas para Alimentação e Agricultura (FAO), em 2002 a produção mundial de taro ultrapassou os 9,2 milhões de toneladas, sendo os principais produtores a Nigéria, o Gana, a China e a Costa do Marfim.
O tubérculo é rico em amidos, os quais representam de 30%-33% do seu peso seco, mas pobre em proteínas (1%-2% do peso seco) e em lípidos. São uma boa fonte de fibra dietética, vitamina B6 e manganês.
Em fresco, é amargo e irritante devido à presença de numerosos ráfides de oxalato de cálcio, os quais apenas são destruídos por cozedura prolongada. Por essa razão, a ingestão de taro mal cozido pode levar a severos problemas gastrointestinais dada a presença dos ráfides e de compostos irritantes na seiva não processada.
Em geral, os cormos têm uma utilização culinária semelhante à da batata, podendo também servir de base a sobremesas doces. A forma mais comum de consumo dos cormos é a sua utilização cozidos em água, fritos em óleo de palma (na África ocidental) ou em óleo de amendoim (Gana e Polinésia) ou assados sobre a brasa.
As folhas tenras também são comestíveis depois de bem cozidas para eliminação dos ráfides que também contém. Outra utilização das folhas é na feitura de bases de cozedura na panificação tradicional.
As folhas do taro são ricas em vitaminas e em sais minerais de interesse dietético. São uma boa fonte de tiamina, riboflavina, ferro, fósforo e zinco. São ainda uma excelente fonte de vitamina B6, vitamina C, niacina, potássio, cobre e manganês.
Para além dos cormos e das folhas, também os turiões jovens e as flores podem ser cozinhados e utilizados de forma muito semelhante à dos espinafres.
A presença de oxalato de cálcio no taro torna o seu consumo contra-indicado para quem sofra de gota, cálculos renais ou artrite.
O tubérculo, uma vez desenterrado, conserva-se mal, devendo ser consumido em poucas semanas. Esta dificuldade de armazenamento, e por consequência de transporte, faz com que o taro seja na sua maior parte utilizado diretamente pelos produtores, sendo assim uma cultura essencialmente vocacionada para o auto-consumo familiar.
Atualmente, o Brasil desponta como um dos grandes exportadores desta raiz. O estado que mais produz taro no Brasil é Espírito Santo, com especial atenção ao Município de Santa Leopoldina, maior exportador daquele país.

## História

### Açores
A cultura do inhame nos Açores, designadamente à variedade de inhame da espécie Colocasia antiquorum, remonta, pelo menos, ao século XVI. 

Com efeito, na obra «Espelho Cristalino em Jardim de Várias Flores» de Frei Diogo das Chagas, e datado de 1646, consta a seguinte alusão à cultura do inhame nos Açores:
| “ | «... tem boas e largas lavouras de inhames que se chamam cocos, o dízimo dos quais eu vi arrematar um ano em 120$000 reis e às vezes rende mais». | ” |

Posteriormente, em 1661, consta, a folhas 147, do Livro de Correições da Câmara Municipal do Concelho de Vila Franca do Campo, da Ilha de São Miguel, a seguinte consideração histórica sobre a cultura dos inhames e do seu papel social, para a população mais pobre:
| “ | «... disseram também que havia muitas terras em que se podia plantar inhames, que é grande remédio para pobreza… mandei que cada pessoa fosse obrigada a plantar ao menos meio alqueire de terra de inhames...» | ” |

Também digno de nota foi a ocorrência, em 1694, na ilha de S. Jorge, da «revolta dos inhames» que consistiu, essencialmente, na recusa dos inhameiros em pagar o dízimo sobre a produção.  Com efeito, a revolta sucede na sequência de uma tentativa de alteração das regras de cobrança do dízimo sobre o taro, o que suscitou um levantamento popular, que só foi debelado na sequência do envio de tropas à ilha.Nas margens das ribeiras, por sinal a melhor zona para produção do taro, o valor da propriedade era de tal ordem acentuado, que levou ao registo predial de parcelas com menos de uma dezena de metros quadrados.

Em 1830, ainda sob a vigência do dízimo sobre os inhames, há ainda nota de, em 14 de Dezembro desse ano, a Câmara Municipal do concelho de S. Sebastião da ilha Terceira ter remetido à rainha D.ª Maria II uma queixa, onde constava os seguintes dizeres:
| “ | «… que abuso Senhora! o dízimo duma vaca parida, o dízimo do bezerro que ela cria (e pela estimativa) o dízimo da herva que ella come; o dízimo da ovelha, e da lã, o dízimo das cebollas, dos alhos, das abóboras, e dos bogangos, o dízimo dos inhames, plantados pelos regatos; e, finalmente, o dízimo das frutas e das madeiras...». | ” |

Historicamente, as populações destas ilhas receberam o nome «inhameiros» como alcunha, por virtude, não só, da grande abundância dessa espécie vegetal, mas também porque causa do grande consumo que deles se fazia.

Com efeito, nota disso mesmo, encontra-se em várias obras literárias de epóca, como sejam os versos de 1880, compostos por José Pacheco da Achadinha, onde se lê que:
| “ | «Nordeste, vila pedinte, Lomba da Cruz, estouvados. Na fazenda, os inhameiros, na Lazeira, os mal-trajados» | ” |

Mais tarde, na década de 40 do séc. XX, Vitorino Nemésio na obra «Mau tempo no Canal»,escreve também a respeito desta alcunha, oriunda na cultura do inhame que:
| “ | «deu origem ao gracioso nome que designa os habitantes da ilha pastoril na boca dos outros ilhéus. O Jorgense é - o inhameiro». | ” |

### Madeira
O inhame, na variedade dada pela espécie Colocasia antiquorum, foi introduzido na Madeira por volta de 1640. Esta variedade de inhame teve, antanho, substancial consumo na ilha, tratando-se de um dos alimentos de uso diário mais comum pelos camponeses, durante a estação própria. 
Numa inscrição de 1710, surge sob a designação «maná desta terra», numa mesa estilizada com tampo de ardósia e incrustações coloridas, existente na sacristia da Igreja de S. Pedro no Funchal.

Consta ainda, num relato de George Forster sobre a Madeira da segunda metade do século XVIII, contido na obra «Cousas e Lousas das Cozinhas Madeirenses» que:
| “ | «... onde quer que exista uma superfície plana nos sítios mais altos, os madeirenses fazem plantações de inhame... As suas folhas servem de alimento aos porcos e os camponeses utilizam as suas raízes para a sua própria alimentação» | ” |